# Venă axilară
Vena axilară este un vas de sânge mare care transportă sângele din partea laterală a toracelui, axilă și de la membrul superior spre inimă. Există o venă axilară pe fiecare parte a corpului. 
Originea sa se află pe marginea inferioară a mușchiului rotund mare și este o continuare a venei brahiale. 
Această venă mare se formează din vena brahială și vena bazilică.  La partea sa terminală, se unește și cu vena cefalică.  Alți afluenți includ vena subscapulară, vena umerală circumflexă, vena toracică laterală și vena toraco-acromială.  Se termină la marginea laterală a primei coaste, unde devine vena subclaviculară.
Este însoțită de-a lungul cursului său de o arteră numită, în mod similar, artera axilară. 

## Imagini suplimentare

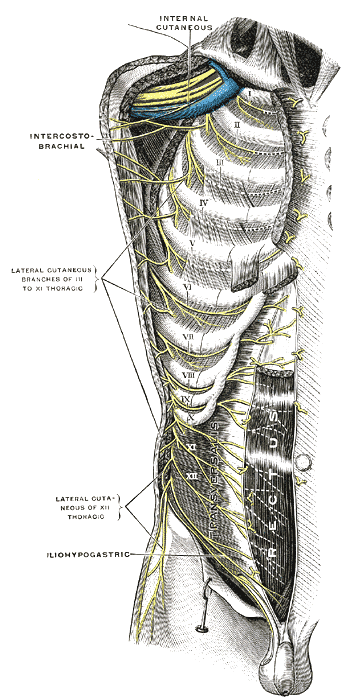
Nervi intercostali, mușchii superficiali fiind eliminați.
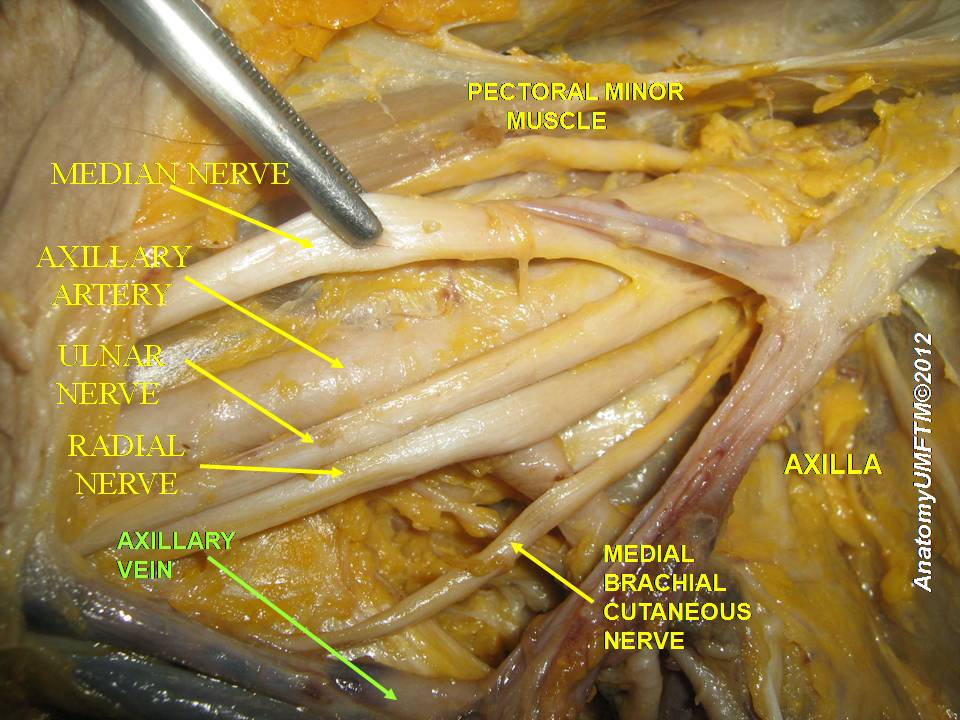
Vena axilară
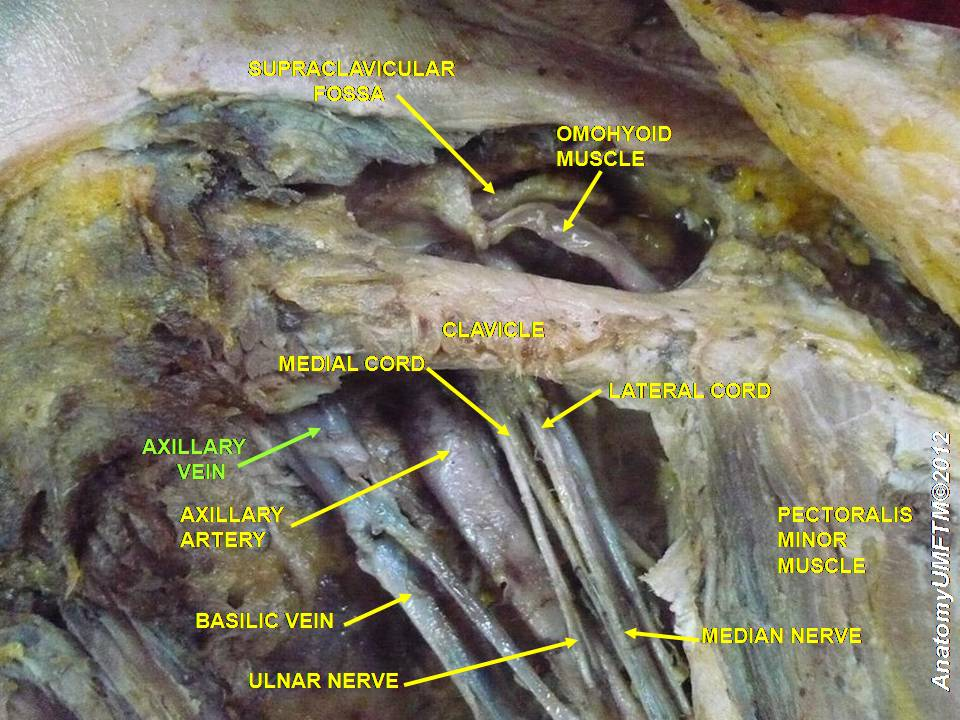
Vena axilară